# Mestocharella formosana
Mestocharella formosana är en stekelart som beskrevs av Kamijo 1994. Mestocharella formosana ingår i släktet Mestocharella och familjen finglanssteklar.
Artens utbredningsområde är Taiwan. Inga underarter finns listade i Catalogue of Life.